# Munt Müsella
Der Munt Müsella (Munt, rätoromanisch für ‹Berg, Bergwiese, Bergweide› und Müsella als Dim. zu spätlateinisch musus für ‹Maul›, lomb. müs mit -ella) ist ein Berg südlich von La Punt Chamues-ch im Kanton Graubünden in der Schweiz mit einer Höhe von 2630 m ü. M.

## Lage und Umgebung
Der Munt Müsella ist die nördlichste Erhebung der Vadrettgruppe, einer Untergruppe der Livigno-Alpen. Der breite Höcker liegt auf dem Gemeindegebiet von La Punt Chamues-ch und wird im Nordosten durch die Val Chamuera, im Osten durch die Val Malat, im Süden durch die Val Müsella und im Nordwesten durch das Oberengadin eingefasst.
Zu den Nachbargipfeln gehören der Munt Gravatscha (2755 m), der Piz Utèr (2966 m) und der Piz Malat (2992 m) im Süden, der Piz Mezzaun (2962 m) im Nordosten und die Crasta Mora (2952 m) und der Cho d’Valletta (2496 m) im Westen.
Der am weitesten entfernte sichtbare Punkt (46° 17′ 2,9″ N, 9° 28′ 59,1″ O) vom Munt Müsella befindet sich in südwestlicher Blickrichtung in einer Entfernung von 45 km. Der Punkt liegt südöstlich der italienischen Kleinstadt Chiavenna zwischen dem Monte Gruf und dem Monte Belegnia auf einer Höhe von 2548 m ü. M.

Talorte sind Bever und La Punt Chamues-ch, häufigster Ausgangspunkt ist La Punt Chamues-ch.

## Routen zum Gipfel

### Sommerroute

#### Über die Alp Müsella (Normalweg)
- Ausgangspunkt: La Punt Chamues-ch (1686 m)
- Via: Alp Müsella (2196 m)
- Schwierigkeit: T3
- Zeitaufwand: 3 Stunden
- Bemerkung: Vereinzelt Steinmännchen, streckenweise weglos, daher etwas Orientierungssinn nötig und gute Sicht von Vorteil
- Abstieg: Entlang der Aufstiegsroute oder alternativ vom Gipfel Richtung Südosten zum P. 2618, von dort Richtung Westen weglos absteigen bis zu P. 2328, wo man die Ova da Müsella überquert und dem Pfad zurück zur Alp Müsella folgt.

### Winterroute
Als eigenständiges Tourenziel verhältnismässig wenig besucht. Hingegen von der Bergstation Muottas Muragl, in Zusammenhang mit einer Überschreitung des Piz Utèr oder gar der Crasta Burdun, lohnenswerte Skitour.

#### Von La Punt Chamues-ch
- Ausgangspunkt: La Punt Chamues-ch (1708 m)
- Via: Alp Müsella (2196 m), Plateau von Chaunt Sech
- Expositionen: N
- Schwierigkeit: WS
- Zeitaufwand: 2½ Stunden

## Galerie

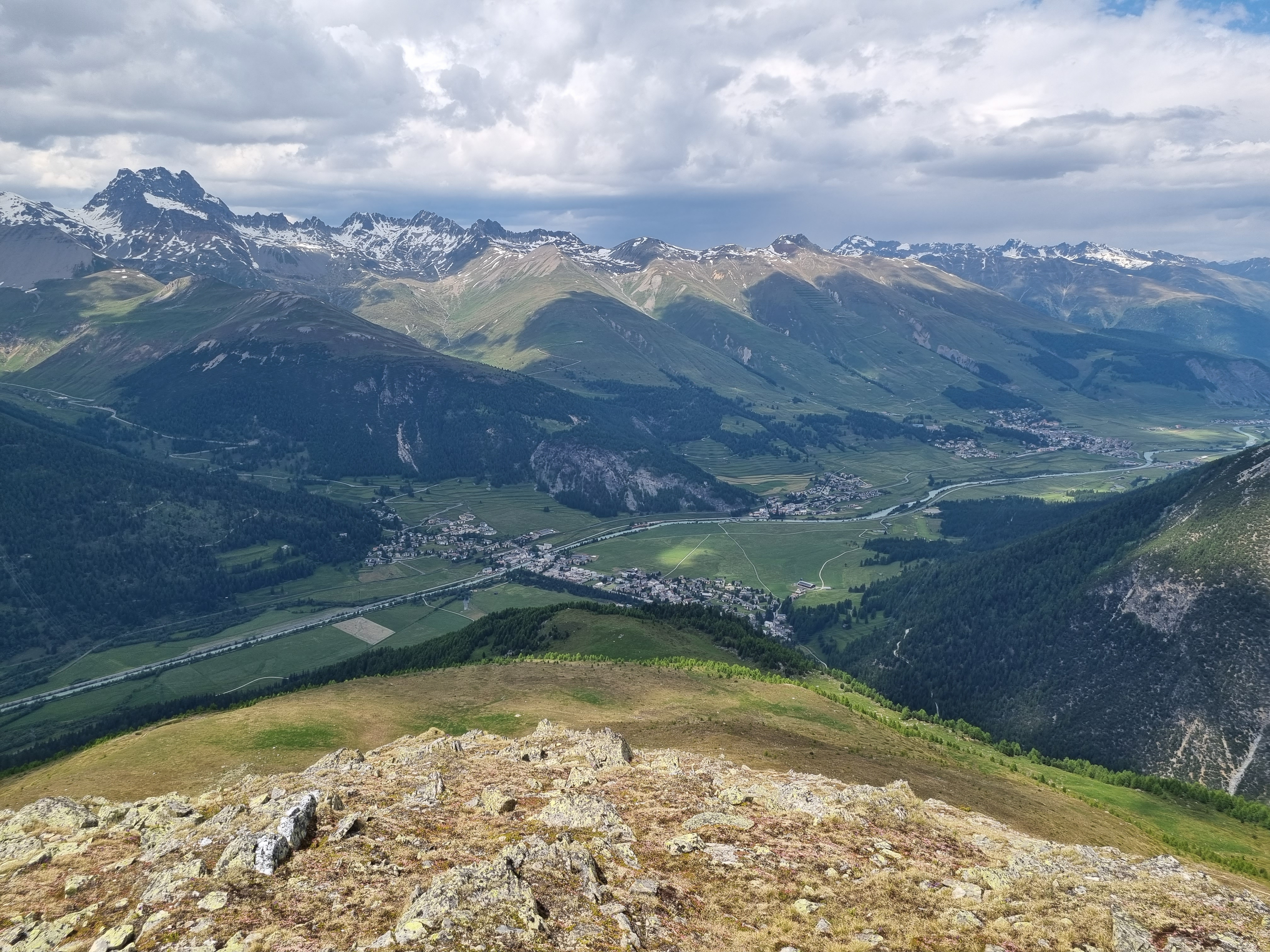
Blick Richtung La Punt Chamues-ch (für Annotationen der einzelnen Orte und Berge aufs Bild klicken)
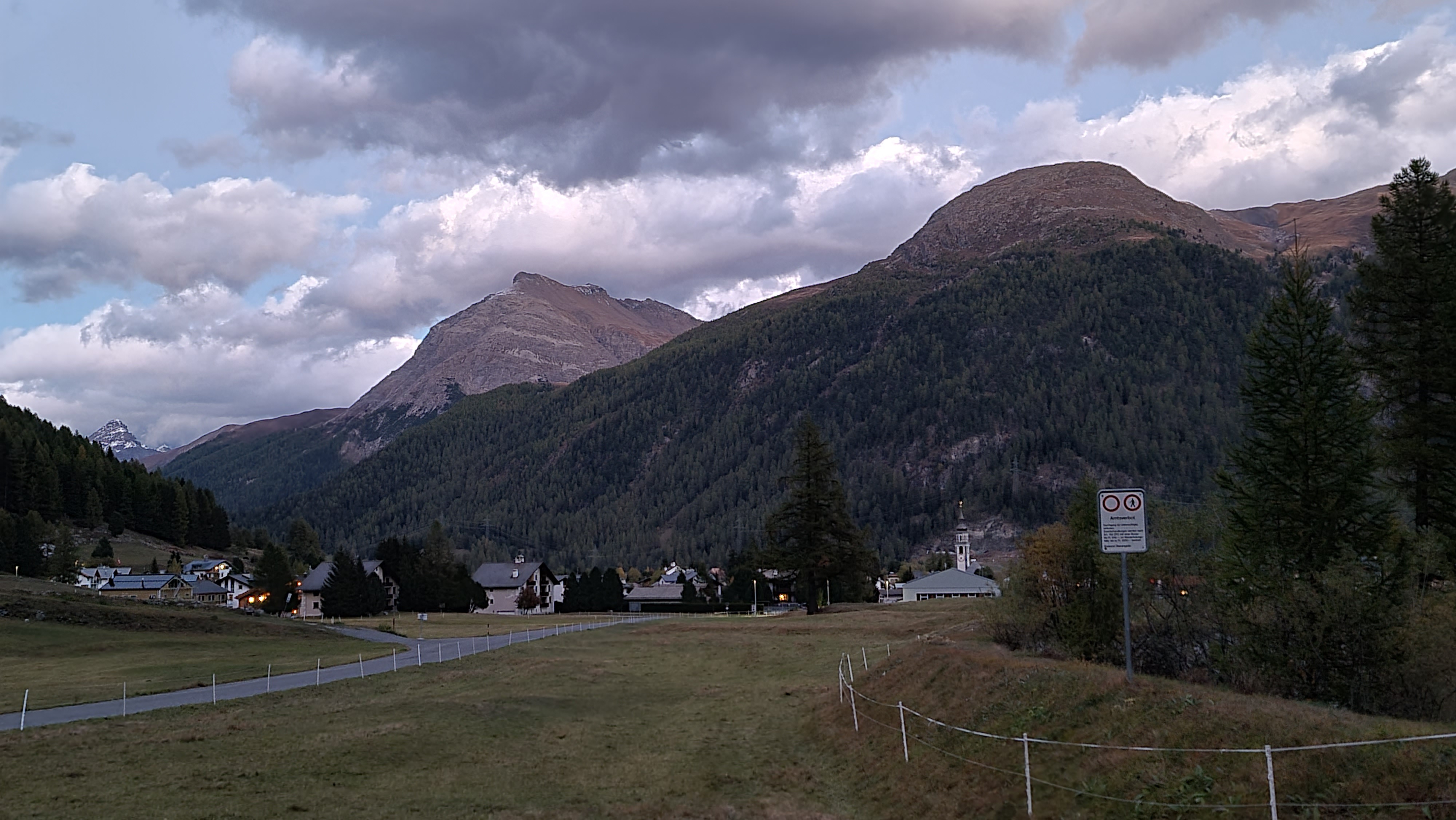
Munt Müsella (r.) und Piz Mezzaun, von Bever aus fotografiert
La Punt Chamues-ch und Munt Müsella zwischen 1914 und 1918, aufgenommen nordwestlich der Burgruine Guardaval bei Madulain